# Balderic I
Baldéric I era bisbe del Bisbat de Lieja de 955 a 959.
Era el fill de la germana del comte Renyer III d'Hainaut. Va ser nomenat puer quidam (llatí per a : encara un nen) i contra la voluntat del rei Otó I però amb el suport dels seus tiets Balderic, bisbe d'Utrecht, Renyer III i Rodolf. També va ser abat de l'Abadia de Lobbes.